# پیتر دانلی (بازیکن فوتبال، زاده ۱۹۳۶)
پیتر دانلی (انگلیسی: Peter Donnelly؛ زادهٔ ۲۲ سپتامبر ۱۹۳۶) بازیکن فوتبال اهل بریتانیا است.
از باشگاه‌هایی که در آن بازی کرده‌است می‌توان به باشگاه فوتبال دونکستر راورز، باشگاه فوتبال سوانزی سیتی، باشگاه فوتبال اسکانتورپ یونایتد، باشگاه فوتبال برایتون اند هوو آلبیون، باشگاه فوتبال برادفورد سیتی، و باشگاه فوتبال کاردیف سیتی اشاره کرد.